# Songs of Syx
Songs of Syx ist ein Aufbau-Strategiespiel des unabhängigen schwedischen Entwicklerstudios Gamatron AB für Windows, macOS und Linux und wird von diesem über Steam, Itch.io und GOG.com vertrieben. Eine Freeware-Version des Spiels, welche 3 bis 6 Monate hinter den Updates der käuflichen Version zurückliegt, ist ebenfalls über Steam und itch.io erhältlich.

## Spielprinzip
Das Spiel findet in einem vorneuzeitlichen Low-Fantasy-Setting statt und nutzt eine zufällig generierte Spielwelt. Der Spieler nimmt die Rolle des Anführers einer Kolonie ein, deren Platzierung in der Spielwelt er selber bestimmt und welche im weiteren Spielverlauf zu einer Großstadt anwachsen kann. Hierbei bestimmt der Spieler durch das Planen der Gebäude sowie die Gestaltung der Politik seiner Stadt maßgeblich über deren Entwicklung sowie wirtschaftlichen und sozialen Verhältnisse.
Neben der Karte der eigenen Stadt, in der der Spieler in Echtzeit über deren Aufbau und Verwaltung bestimmen kann, gibt es zusätzlich eine Weltkarte, auf der sich weitere Städte und Königreiche befinden, mit denen der Spieler mittels Diplomatie, Handel und Kriegsführung interagiert. Mit fortschreitendem Spielfortschritt gewinnt dieser Aspekt mehr Bedeutung im Gameplay und gibt dem Spieler die Möglichkeit, andere Städte zu erobern und auf diese Weise sein eigenes Reich aufzubauen, wobei jedoch die Möglichkeit, Städte außerhalb der Weltkarte in vollem Detail zu sehen, auf die eigene Hauptstadt begrenzt ist. In Schlachten gegen Armeen feindlich gesonnener Herrscher kann der Spieler, ähnlich wie in Spielen der Total-War-Reihe, direkt über seine Truppen bestimmen und so das Ergebnis der Schlachten beeinflussen.
Herausstellungsmerkmal des Spiels ist insbesondere die tiefe Simulation der Bevölkerung der eigenen Stadt, welche denen von Dwarf Fortress und Rimworld ähnelt. Jeder einzelne Bewohner mitsamt seiner Biografie kann jederzeit durch den Spieler betrachtet und in seinem Alltag verfolgt werden. Befehle des Spielers werden immer nur mittelbar und nach eigenem Ermessen durch die Bewohner umgesetzt. Auch Religion und Rasse der Bewohner werden durch das Spiel simuliert und bestimmen unter anderem deren Anforderungen an den Herrscher und inwieweit ein Zusammenleben mit anderen Rassen bzw. Religionen möglich ist. Durch diese komplexe Simulation weist das Spiel einen hohen Grad an Emergent Gameplay auf, welches durch das Zusammenspiel der verschiedenen Bewohner und Bevölkerungsgruppen der Stadt und dem Handeln des Spielers entsteht.

## Entwicklungsgeschichte
Im Frühjahr 2020 veröffentlichte der Entwickler eine Seite auf Kickstarter für das Spiel, an welchem er zu diesem Zeitpunkt laut eigenen Angaben seit 6 Jahren gearbeitet hatte, um Geldmittel für die weitere Entwicklung und Veröffentlichung einzuwerben. Zum 21. September 2024 erfolgte der Early-Access Release auf den Plattformen Steam, gog.com und itch.io.